# Piece of My Heart
Pour les articles homonymes, voir Piece.
Singles de Erma Franklin
Big Boss Man
(1967) Open up Your Soul
(1967)
Piece of My Heart est une chanson écrite par Jerry Ragovoy et Bert Berns,, initialement enregistrée par Erma Franklin en 1967 et rendue célèbre par l'interprétation de Janis Joplin l'année suivante.

## Historique
C'était originellement une chanson de blues. Erma Franklin (la grande sœur d'Aretha) a été la première artiste à l'enregistrer,,,,. La chanson est devenue, de loin, le plus gros hit de sa carrière. En 1967, sa version originale a atteint la 10e place du classement rhythm and blues (Hot Rhythm & Blues Singles) du magazine musical américain Billboard,, et est même entrée dans le Billboard Hot 100 (atteignant la 62e place),.

## Reprises
L'année suivante, en 1968, la chanson a été reprise par Dusty Springfield, et par Janis Joplin avec son groupe Big Brother and the Holding Company,. 

### Version de Big Brother and the Holding Company
La version du groupe de rock américain Big Brother and the Holding Company (avec Janis Joplin au chant) est incluse dans leur album studio Cheap Thrills, sorti en août 1968 sur le label Columbia Records.
Publiée en single (sous le label Elektra Records, aussi en août 1968), elle a atteint la 12e place du Hot 100 du magazine musical américain Billboard, passant en tout 12 semaines dans les charts. C'est le seul single tiré de cet album.
Produite par John Simon, cette version est devenue un standard de blues rock. En 2004, Rolling Stone l'a classée 344e sur sa liste des « 500 plus grandes chansons de tous les temps » (en 2010, le magazine rock américain a mis à jour sa liste, la chanson se classant désormais à la 353e place). Elle est également sélectionnée par le Rock and Roll Hall of Fame, en 1995, comme l'une de « 500 chansons qui ont façonné le rock 'n' roll ».

### Version de Faith Hill
Singles de Faith Hill
Wild One
(1993) But I Will
(1994)
La version de Faith Hill incluse dans son premier album Take Me as I Am (1993) s'est hissée au sommet des classements de musique country américains en 1994.

### Autres reprises
- 1969 : Delaney & Bonnie
- 1973 : Bryan Ferry sur l'album These Foolish Things
- 1982 : Sammy Hagar
- 1989 : Nazareth sur l'album Snakes 'n' Ladders
- 1997 : Shaggy
- 2005 : Melissa Etheridge et Joss Stone
- 2006 : Beverley Knight
- 2009 : Daryl Hall

Singles de Beverley Knight
Keep This Fire Burning
(2005) No Man's Land
(2007)